# 犀浦站
犀浦站位于成都市郫都区犀浦街道，为成都市域铁路成灌线与成都地铁2号线、6号线的换乘站，为中国大陆罕见的国铁、地铁共构同站台转乘站。成都市域铁路成灌线车站于2010年5月12日启用，2号线车站于2013年6月8日启用，6号线车站于2020年12月18日启用。

## 车站结构

### 楼层分布
本站包含一个高架双岛式站台车站和一个地下二层岛式站台车站，两部分通过地下换乘大厅与扶梯、步梯连接。
| 地上 二层 |                                                                        | 成都市域铁路成灌线列车往成都站方向 （犀浦东站） |  |
| 地上 二层 | 岛式站台，成灌线右边车门与地铁2号线左边车门将会开启 国铁至地铁换乘站厅 |                                                 |  |
| 地上 二层 | 2号线列车往龙泉驿方向 （天河路）                                       |                                                 |  |
| 地上 二层 | 2号线列车终点站台                                                      |                                                 |  |
| 地上 二层 | 岛式站台，成灌线右边车门与地铁2号线左边车门将会开启 地铁至国铁换乘站厅 |                                                 |  |
| 地上 二层 | 成都市域铁路成灌线列车往彭州站、青城山站、离堆公园站方向 （红光镇站）  |                                                 |  |
| 地上 一层 | 国铁站厅                                                               | 售票厅、候车厅、出入口                          |  |
| 地上 一层 | 2号线站厅层                                                            | 地铁自动售票机、安检                            |  |
| 地下 一层 | 6号线站厅层                                                            | 地铁自动售票机、安检、换乘大厅                  |  |
| 地下 二层 |                                                                        | 6号线列车往望丛祠方向 （天宇路）                |  |
| 地下 二层 | 岛式站台，左边车门将会开启                                             |                                                 |  |
| 地下 二层 | 6号线列车往兰家沟方向 （兴业北街）                                     |                                                 |  |

### 地面部分
犀浦站高架车站站房建筑面积约7005平方米，站台宽度15米。站台为2台4线，共设两个岛式站台，外侧为成灌铁路，内侧为成都地铁2号线。
车站高架站台分为国铁和地铁两部分。运营初期，从国铁下车的乘客可以直接通过站台上设立的国铁出站闸机和地铁进站闸机转乘地铁，而从地铁下车的乘客需下楼出地铁站后，经车站外部道路重新进入国铁车站上楼转乘国铁。2017年7月25日起，犀浦站正式施行国铁、地铁之间互相免出站同台同向换乘。2020年1月30日18时起，受新冠疫情影响，暂时取消地铁换国铁的同台换乘，仅保留国铁换地铁的同台换乘，2024年10月重新恢复地铁换国铁的同台换乘。

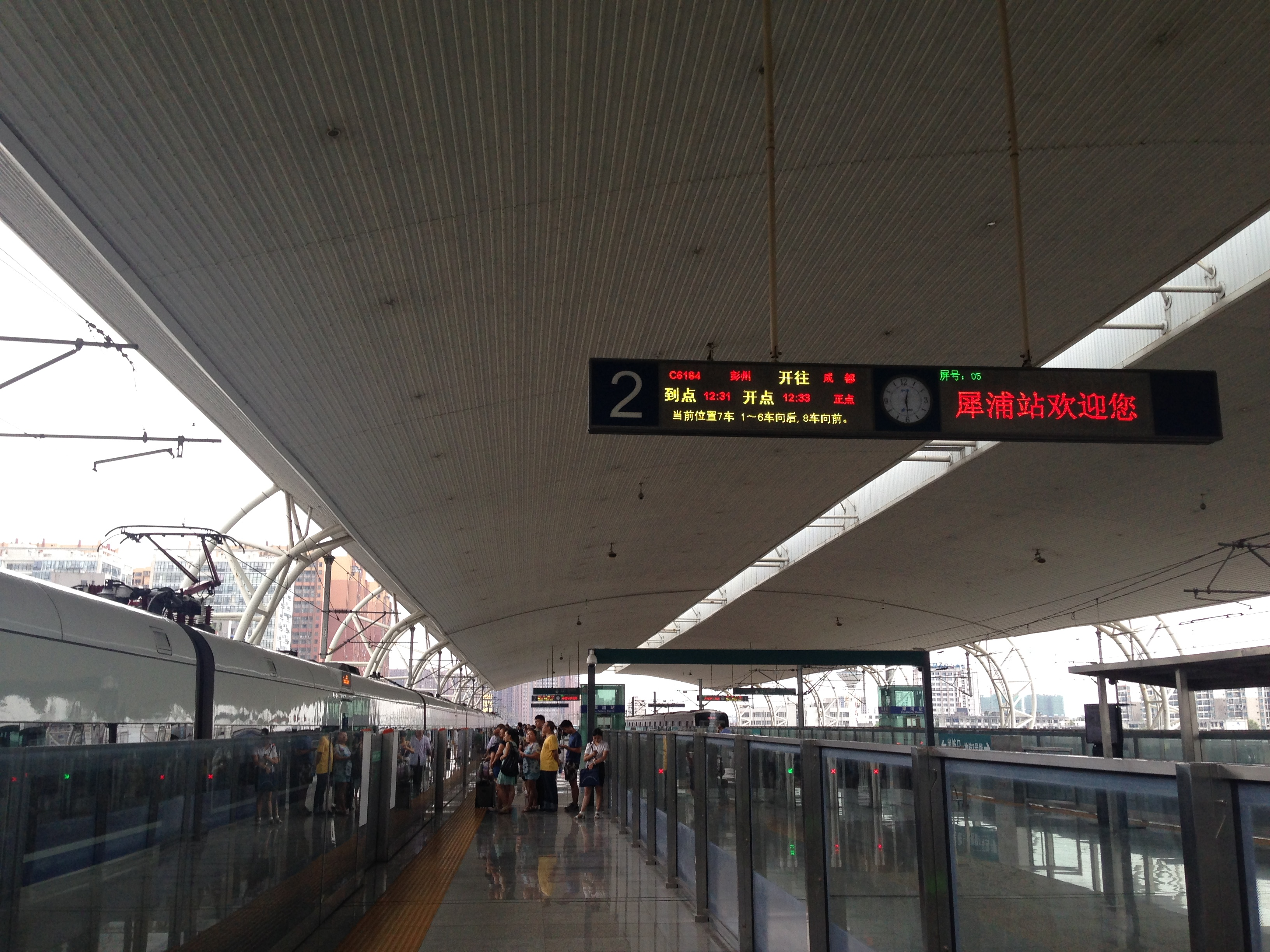
犀浦站高架站台层，两侧为成灌铁路、内侧为地铁2号线
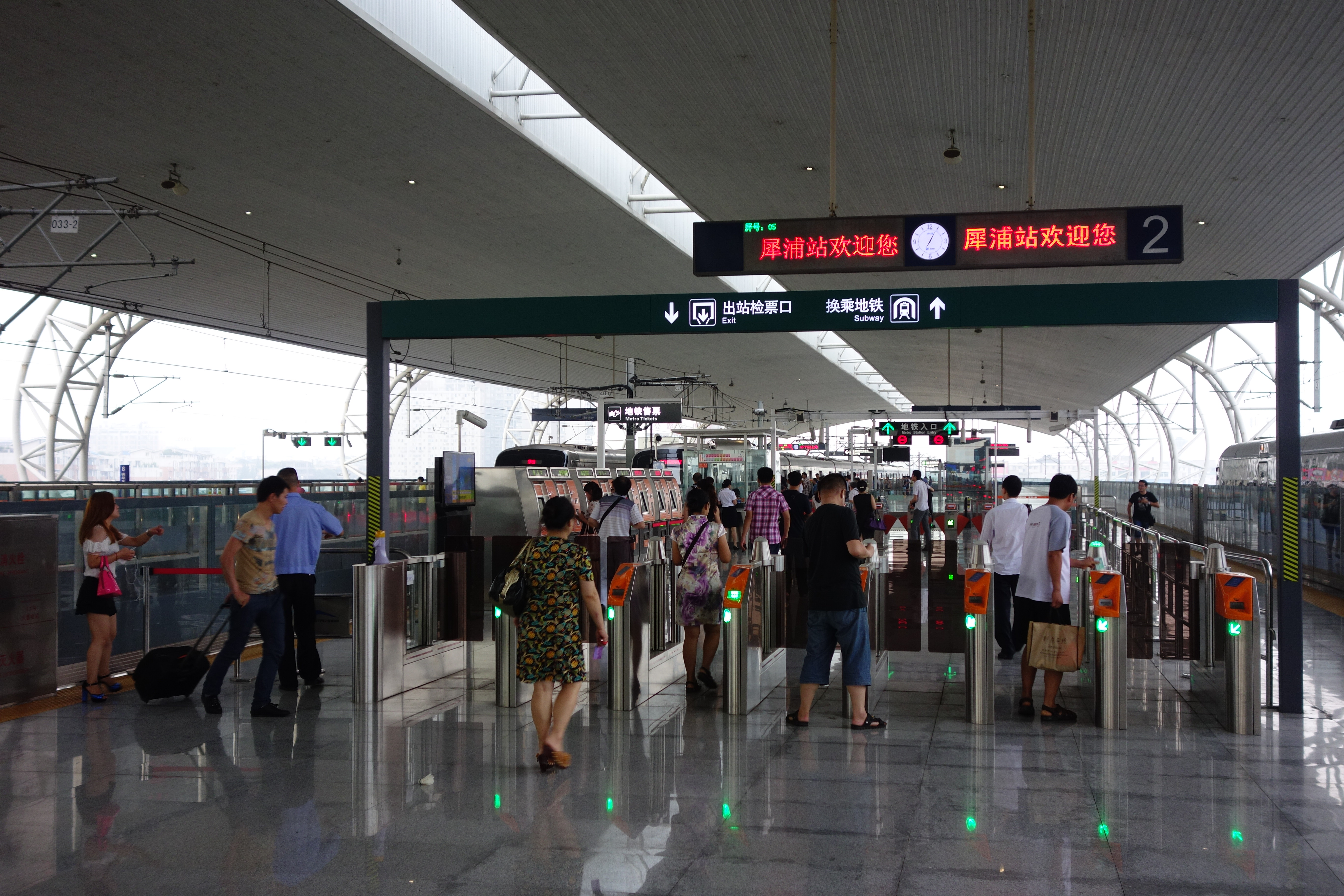
犀浦站高架站台层用于成灌线与地铁2号线快速换乘的检票口
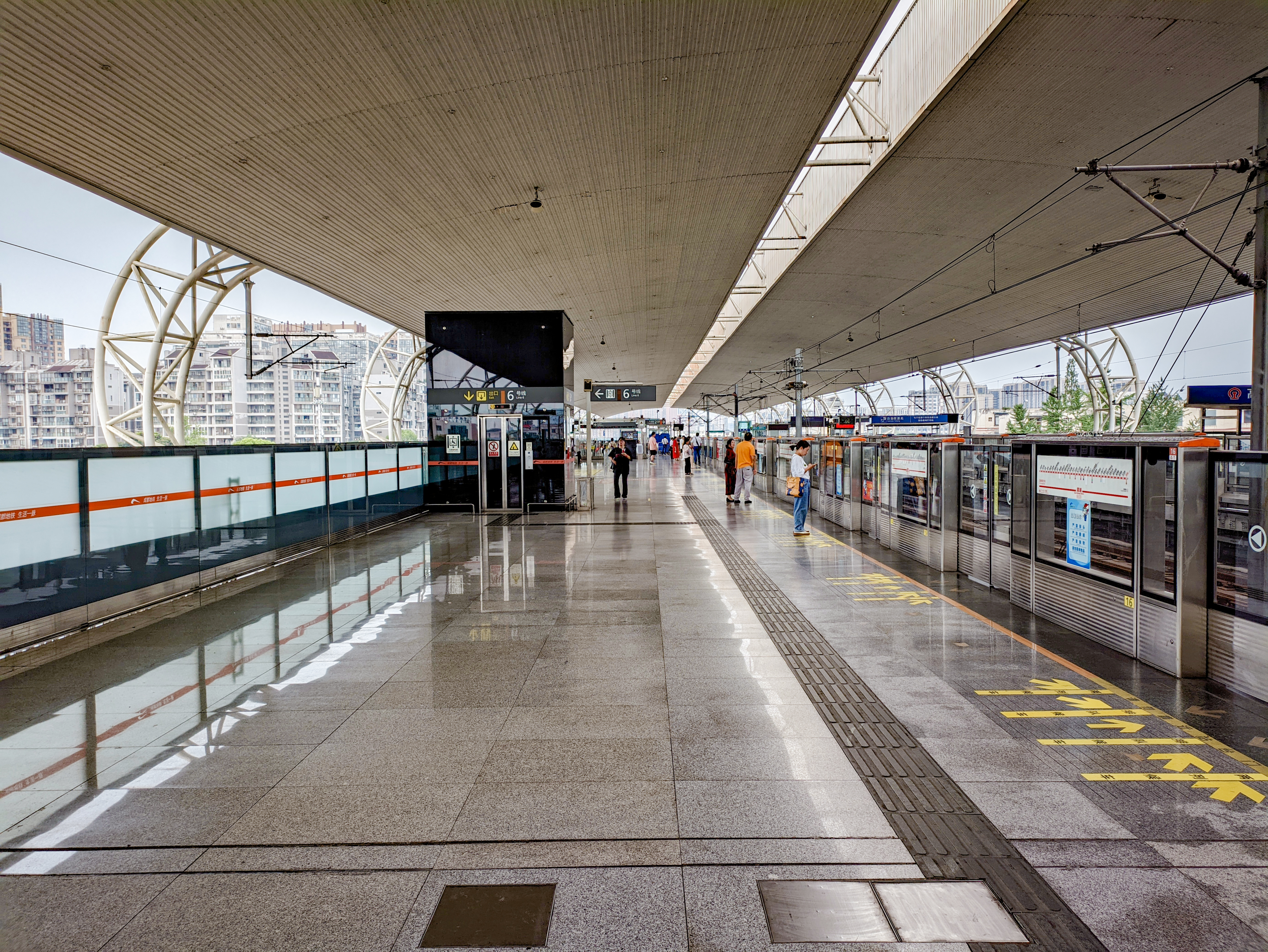
犀浦站高架站台层，2号线站台
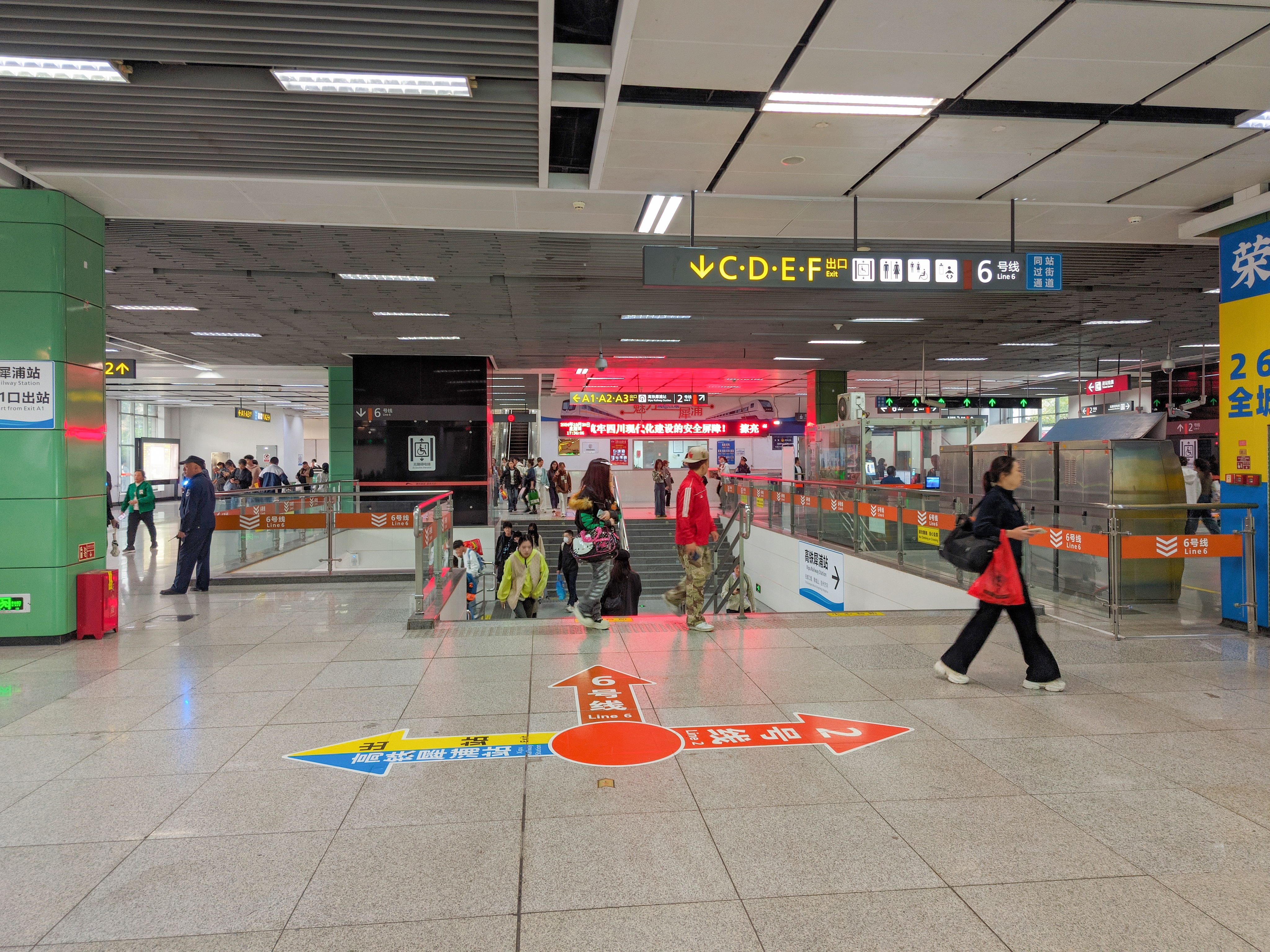
地上一层的2号线站厅层
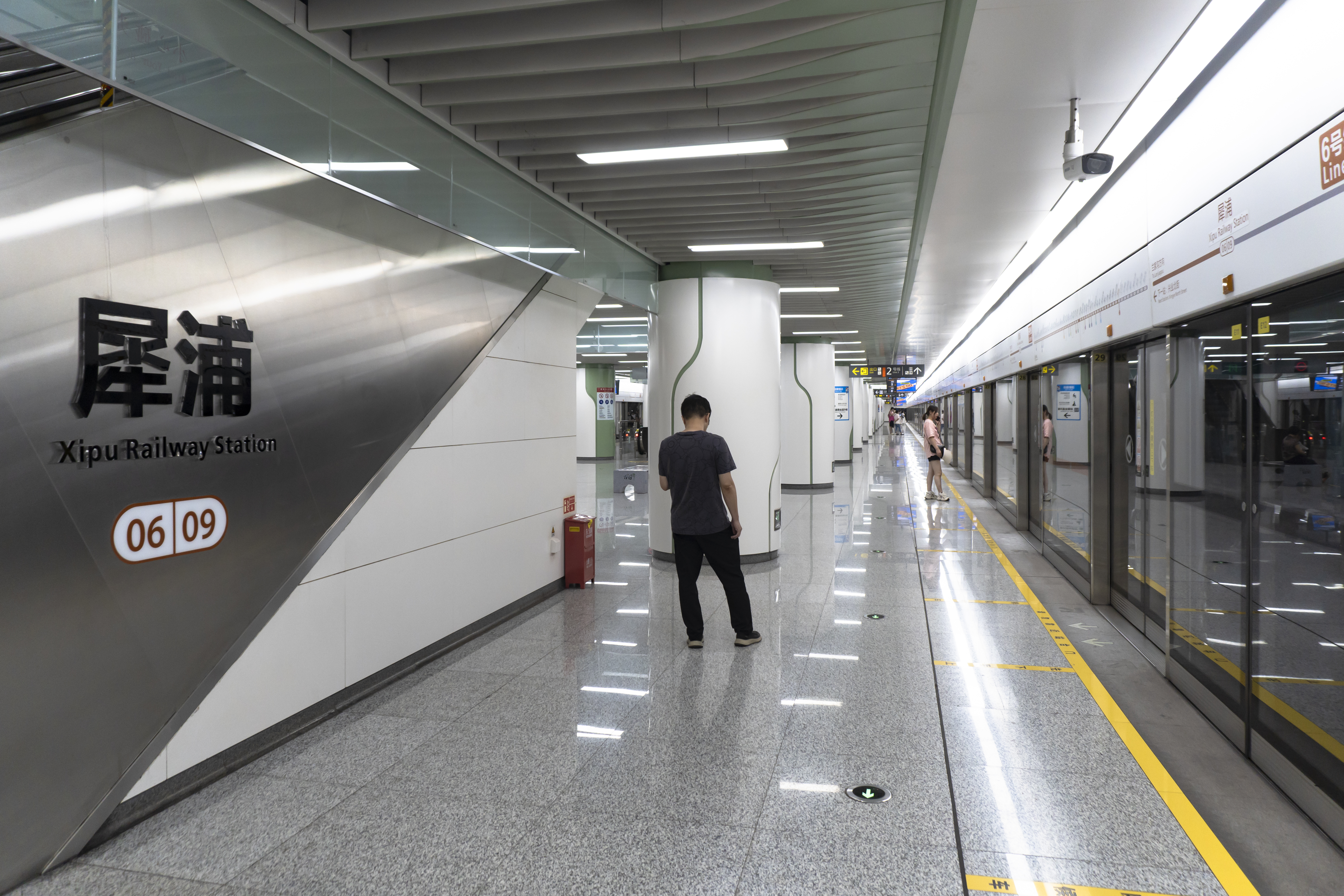
地下二层的6号线站台层
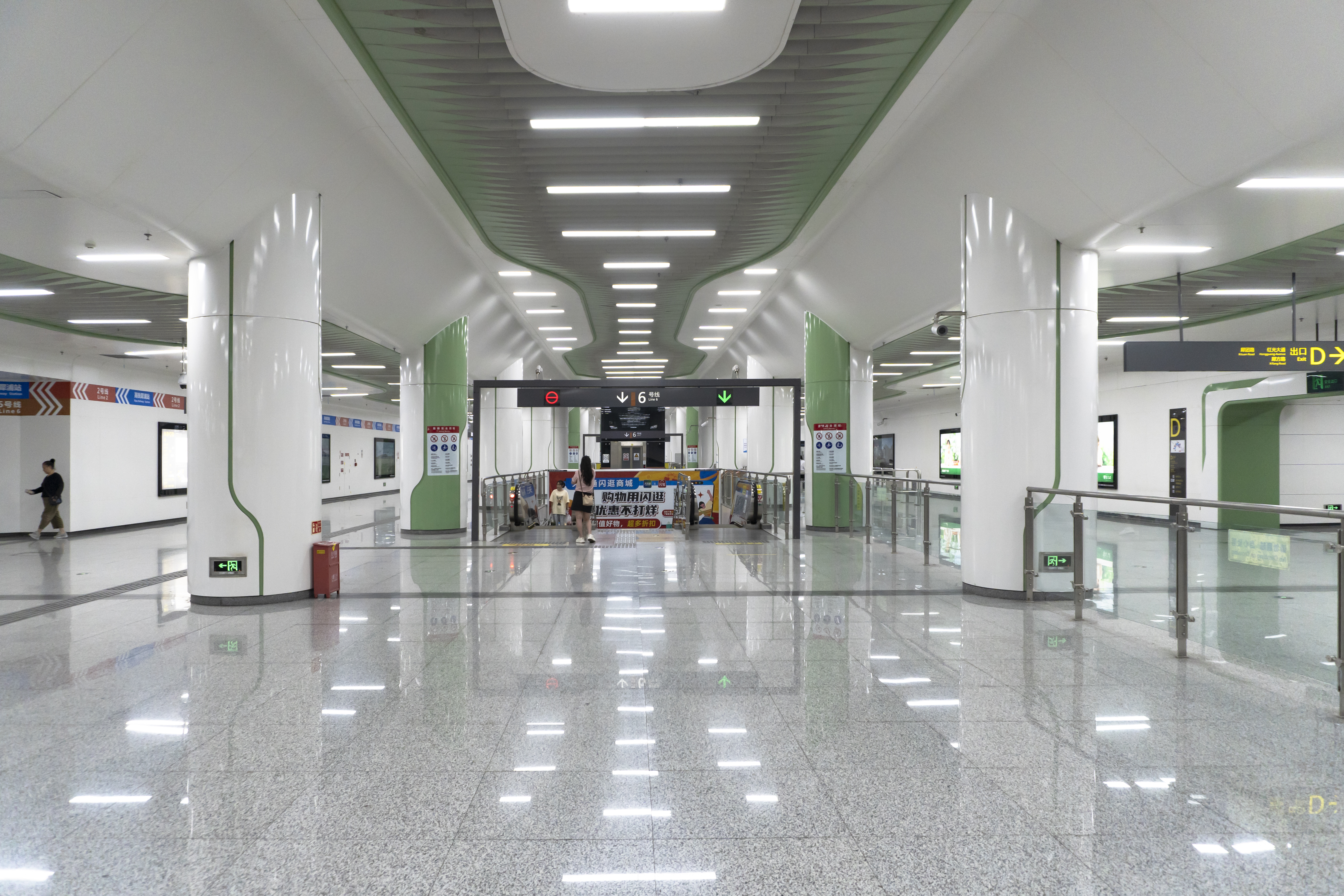
地下一层的6号线站厅层
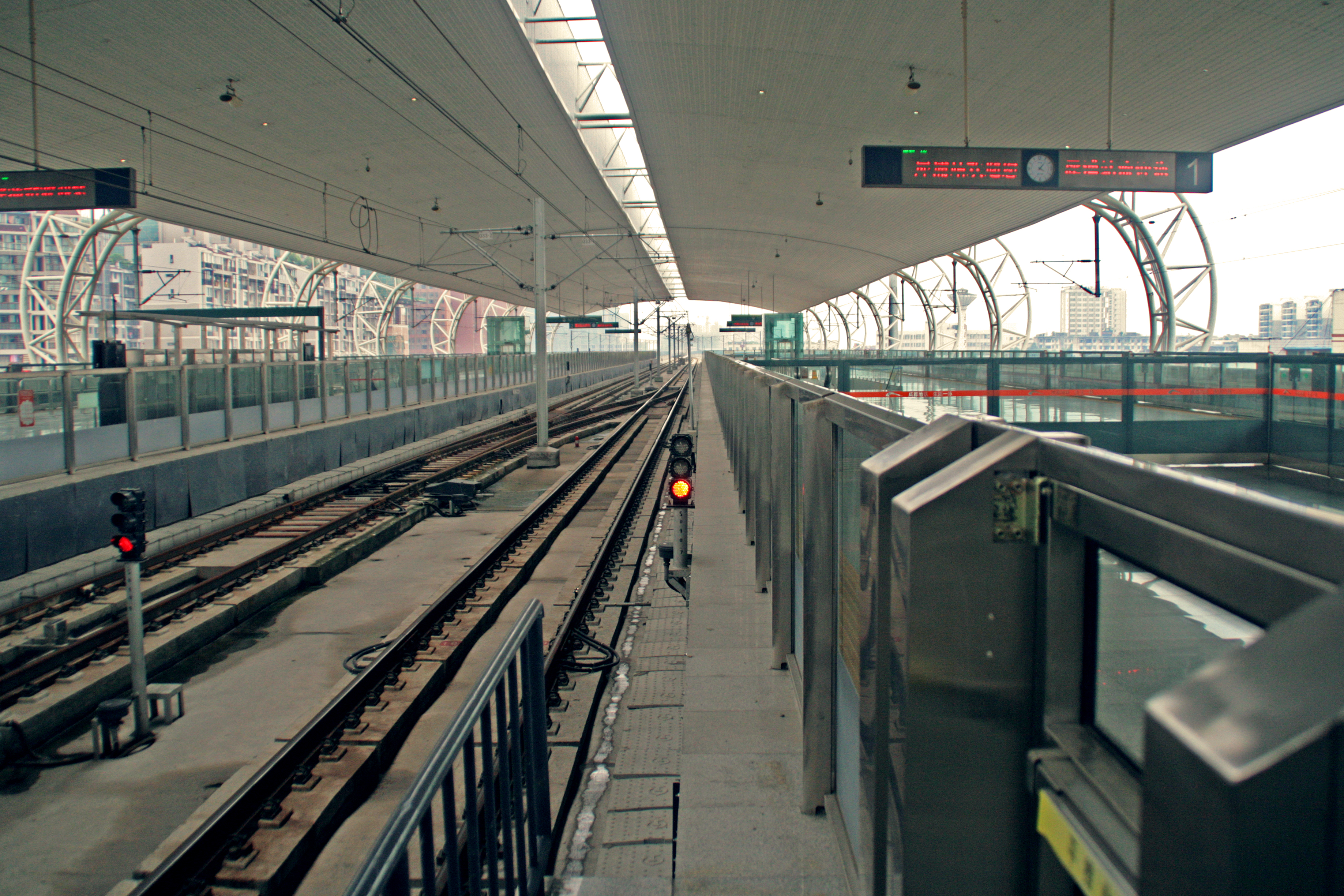
成都犀浦站的同台换乘，位于中间的复线铁路为成都地铁下属成都地铁2号线，两侧的复线铁路为国铁下属成灌铁路。这是中国大陆首个城市轨道交通、国家铁路之间的同台换乘案例[9]。

## 出入口
本站地铁设有8个出入口。
|               |                                |                                |      |
|               |                                |                                |      |
| 出口编号      | 设施                           | 出口指示                       | 照片 |
| 连通2号线站厅 |                                |                                |      |
|               |                                | 高鐵犀浦站、紅光大道、犀湖街   |      |
| 出口 · A · 2  |                                | 红光大道                       |      |
| 出口 · A · 3  |                                | 红光大道、犀湖街               |      |
| 出口 · B      |                                | 红光大道、天府路               |      |
| 连通6号线站厅 |                                |                                |      |
| 出口 · C      | 无障碍电梯 无障碍卫生间 哺乳室 | 红光大道、園林路、學園路       |      |
| 出口 · D      |                                | 红光大道、犀方路、犀團路       |      |
| 出口 · E      |                                | 上街、下街、恆山北街、恆山南街 |      |
| 出口 · F      |                                | 下街、犀湖街                   |      |

## 大事记
- 2010年5月12日，成灌线车站启用；
- 2013年6月8日，2号线车站启用；
- 2020年12月18日，6号线车站启用；
- 2023年7月，地铁车站英文名由"Xipu Station"改为"Xipu Railway Station""。